# Wielenin
Wielenin – wieś w Polsce położona w województwie łódzkim, w powiecie poddębickim, w gminie Uniejów.

## Historia
Miejscowość wymieniana już w źródłach średniowiecznych. Jako część dóbr uniejowskich należała do arcybiskupów gnieźnieńskich. W 1290 mieszczanin uniejowski Szymon uzyskał od abp. Jakuba Świnki przywilej lokacyjny na prawie niemieckim. W 1331 wieś została złupiona przez Krzyżaków. W źródłach szesnastowiecznych jej nazwę zapisywano w formie Vyelenyno. W 1552 miejscowość składała się z 24 gospodarstw i 13,5 łanów ziemi. W dawnych czasach działały tu trzy karczmy stanowiące własność arcybiskupią oraz przyparafialna szkoła. 
W XIX w. Wielenin składający się ze wsi, folwarku i osady poduchownej wchodził w skład gminy kościelnickiej (obecnie dzielnica Uniejowa) i powiatu tureckiego. W 1827 w Wieleninie stały 44 domy zamieszkiwane przez 344 mieszkańców. W drugiej połowie XIX w. były tam 53 domy i 412 mieszkańców. Folwark należał do majoratu rządowego Kościelnica. 
W 1973 roku powstała we wsi cegielnia.  

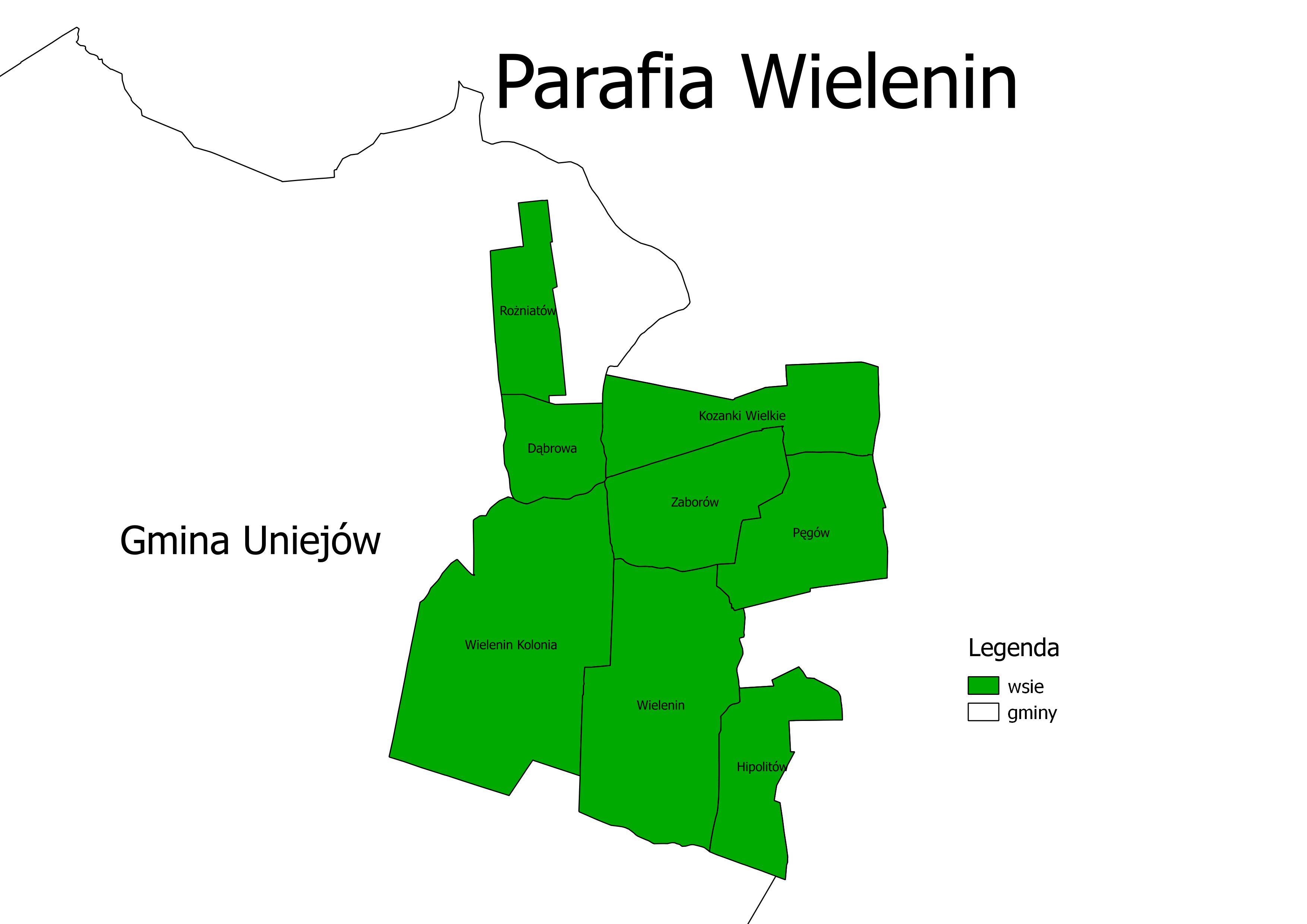
Parafia Wielenin

W latach 1975–1998 miejscowość administracyjnie należała do województwa konińskiego.
Parafia wielenińska założona została przez arcybiskupów gnieźnieńskich prawdopodobnie w XIV w. Pleban tej parafii wzmiankowany jest w aktach kapitulnych w 1460. W XVI w. w miejscowości stał drewniany kościół pod wezwaniem św. Jakuba i św. Doroty. W połowie XVIII w. modrzewiowy kościół został odnowiony na koszt cześnika halickiego Andrzeja Kędzierskiego. W 
XIX w. parafia wielenińska wchodziła w skład dekanatu tureckiego i liczyła 2322 wiernych.
Obecny kościół wybudowany został w 1926 z wapiennych łupków wydobywanych w okolicy. Obecnym proboszczem (po pełniącym przez 17 lat tę funkcję nieżyjącym już ks. Jerzym Krajewskim) jest ks. Józef Waszak.
Pośród pól, około kilometra na zachód od wsi, ulokowano cmentarz. Po lewej stronie alei głównej, kilkanaście metrów od bramy, zachowała się potłuczona płyta Honoriusza Konopnickiego (l. 74, † 25 IV 1918) - uczestnika powstania 1863 r. Na końcu alei głównej, po jej prawej stronie, zachowała się płaska płyta z piaskowca z wypukłorzeźbionymi rozetami, okalającymi podniszczone epitafium. Pochowano tu Władysławę Pelagię (?) z Dołęga - Ossowskich Żukowską (1889-1918).
Ochotnicza Straż Pożarna w Wieleninie powstała w 1917 z inicjatywy ks. K. Robaszkiewicza. Dla pozyskania niezbędnych funduszy strażacy organizowali amatorskie przedstawienia teatralne. W okresie międzywojennym wybudowana została strażnica. W 1948 prezesem Straży wybrano ks. proboszcza Wiktora Machalskiego. W 2021 roku jednostka została włączona do Krajowego Systemu Ratowniczo-Gaśniczego, w związku z istniejącym w pobliżu dużym zakładem produkcyjnym firmy K-Flex.
Od 1926 istnieje orkiestra strażacka, której kolejni kapelmistrzowie to: Adam Strychalski, Władysław Kubis, Franciszek Szafarz i Józef Włodarczyk, a obecnie Maksymilian Milczarek. We wsi działa także zespół ludowy Włościanki.
We wsi funkcjonuje Koło Gospodyń Wiejskich "Włościanki". 